# Vernantes
Vernantes és un municipi francès situat al departament de Maine i Loira i a la regió de País del Loira. L'any 2007 tenia 1.876 habitants.

## Demografia

### Població
El 2007 la població de fet de Vernantes era de 1.876 persones. Hi havia 736 famílies de les quals 221 eren unipersonals (86 homes vivint sols i 135 dones vivint soles), 282 parelles sense fills, 180 parelles amb fills i 53 famílies monoparentals amb fills.
La població ha evolucionat segons el següent gràfic:
Habitants censats

### Habitatges
El 2007 hi havia 863 habitatges, 761 eren l'habitatge principal de la família, 52 eren segones residències i 50 estaven desocupats. 798 eren cases i 58 eren apartaments. Dels 761 habitatges principals, 474 estaven ocupats pels seus propietaris, 273 estaven llogats i ocupats pels llogaters i 13 estaven cedits a títol gratuït; 7 tenien una cambra, 66 en tenien dues, 129 en tenien tres, 202 en tenien quatre i 357 en tenien cinc o més. 595 habitatges disposaven pel capbaix d'una plaça de pàrquing. A 356 habitatges hi havia un automòbil i a 288 n'hi havia dos o més.

### Piràmide de població
La piràmide de població per edats i sexe el 2009 era:
| Homes | Edats   | Dones |
| ----- | ------- | ----- |
| 8     | 95 o +  | 4     |
| 4     | 90 a 94 | 20    |
| 20    | 85 a 89 | 28    |
| 24    | 80 a 84 | 24    |
| 16    | 75 a 79 | 64    |
| 68    | 70 a 74 | 68    |
| 56    | 65 a 69 | 60    |
| 40    | 60 a 64 | 64    |
| 28    | 55 a 59 | 48    |
| 72    | 50 a 54 | 32    |
| 40    | 45 a 49 | 28    |
| 36    | 40 a 44 | 64    |
| 76    | 35 a 39 | 52    |
| 96    | 30 a 34 | 80    |
| 48    | 25 a 29 | 72    |
| 36    | 20 a 24 | 40    |
| 80    | 15 a 19 | 24    |
| 32    | 10 a 14 | 60    |
| 68    | 5 a 9   | 60    |
| 32    | 0 a 4   | 40    |

## Economia
El 2007 la població en edat de treballar era de 1.095 persones, 765 eren actives i 330 eren inactives. De les 765 persones actives 665 estaven ocupades (369 homes i 296 dones) i 100 estaven aturades (48 homes i 52 dones). De les 330 persones inactives 91 estaven jubilades, 71 estaven estudiant i 168 estaven classificades com a «altres inactius».

### Ingressos
El 2009 a Vernantes hi havia 796 unitats fiscals que integraven 1.829 persones, la mediana anual d'ingressos fiscals per persona era de 14.460 €.

### Activitats econòmiques
Dels 83 establiments que hi havia el 2007, 3 eren d'empreses extractives, 5 d'empreses alimentàries, 5 d'empreses de fabricació d'altres productes industrials, 12 d'empreses de construcció, 20 d'empreses de comerç i reparació d'automòbils, 3 d'empreses de transport, 6 d'empreses d'hostatgeria i restauració, 5 d'empreses financeres, 2 d'empreses immobiliàries, 5 d'empreses de serveis, 9 d'entitats de l'administració pública i 8 d'empreses classificades com a «altres activitats de serveis».
Dels 19 establiments de servei als particulars que hi havia el 2009, 1 era una gendarmeria, 1 oficina de correu, 1 una oficina bancària, 3 tallers de reparació d'automòbils i de material agrícola, 1 taller d'inspecció tècnica de vehicles, 2 paletes, 6 guixaires pintors, 2 lampisteries, 1 electricista i 1 perruqueria.
Dels 8 establiments comercials que hi havia el 2009, 1 era un supermercat, 4 fleques, 1 una carnisseria, 1 una llibreria i 1 una floristeria.
L'any 2000 a Vernantes hi havia 53 explotacions agrícoles que ocupaven un total de 1.566 hectàrees.

## Equipaments sanitaris i escolars
El 2009 hi havia 1 farmàcia i 2 ambulàncies.
El 2009 hi havia 2 escoles elementals.

## Poblacions més properes
El següent diagrama mostra les poblacions més properes.